# Chablis (Weinbaugebiet)

Das Weinbaugebiet Chablis

Das Weinbaugebiet Chablis ist das nördlichste der offiziell von der INAO anerkannten Weinbaugebiete der Region Burgund. Der Name war insbesondere in den 1970er und 1980er Jahren sehr bekannt und galt in dieser Zeit als Synonym eines trocken ausgebauten Weißweins. Vor der Einführung des Markenschutzes für den Namen Chablis bedienten sich insbesondere australische und kalifornische Winzer dieses Namens auf dem Flaschenetikett, um mit dem griffigen Namen ihre trockenen Weißweine selbst anderer Rebsorten zu vermarkten – so existiert in den USA das Paradoxon „Pink Chablis“, eine roséfarbene Variante, die in der Ursprungsregion unmöglich zu erzeugen ist, da dort keine roten Trauben angebaut werden.
Chablis liegt nahezu gleich weit von der Champagne, von Sancerre an der Loire sowie von den nächstgelegenen Burgundlagen der Côte d’Or entfernt. Die Lage um den 48. Breitengrad auf nahezu gleicher Höhe wie die Stadt Basel gilt nach der Ansicht französischer Weinautoren als nördliche Grenzlage für die Erzeugung von Qualitätsweinen ohne Inanspruchnahme eines ausgesucht guten Mikroklimas. In Frankreich liegen lediglich die Weinbaugebiete Champagne sowie Elsass nördlicher. Im Rahmen der gesetzlichen Vorgaben der geschützten Herkunftsbezeichnungen des Gebiets wird ausschließlich die Rebsorte Chardonnay angebaut. Das kühle Weinbauklima erhält dem Chardonnay eine ausgeprägte Säure, die der Winzer meist zugunsten der Fruchtigkeit im Wein belässt. Die Weine werden daher meist im Edelstahltank ausgebaut und durchlaufen nicht die malolaktische Gärung (auch biologischer Säureabbau genannt). Die stahlige Säure, die stark vom vergleichsweise hohen Anteil der Äpfelsäure bestimmt wird, ist eines der Markenzeichen des Chablis und verleiht dem Weißwein eine bemerkenswerte Langlebigkeit.
Höchste Qualitäten werden in den sieben Grand Cru Lagen des Chablis erzeugt. Die Lagen Blanchots, Bougros, Les Clos, Grenouilles, Preuses, Valmur und Vaudésir befinden sich unweit des Städtchens Chablis in Hanglage über dem Fluss Serein. Eine Besonderheit dieser vom Bodentypus und vom Mikroklima begünstigten Lagen liegt im Ausbilden des goût de pierre à fusil, eines Aromas vom Feuerstein.

## Klima und Boden
Das Klima im Burgund ist weitgehend kontinental. Der Winter ist merklich kalt, die Witterung ist jedoch zumeist trocken. Im Chablis bilden Spätfröste eine besondere Gefahr. Sowohl im Mai und Juni sowie im Oktober setzen häufig ergiebige Regenfälle ein. Aufgrund der nördlichen Lage sind die Sommer vergleichsweise kurz. Daher eignet sich das Burgund nur für früh reifende Rebsorten.

### Klima, Temperaturen und Niederschläge
Für die nur 15 km weiter westlich gelegene Stadt Auxerre (207 m), galten zwischen 1961 und 1990 folgende Daten:
| Monat                                                                 | Jan  | Feb  | Mär  | Apr  | Mai  | Jun  | Jul  | Aug  | Sep  | Okt  | Nov  | Dez  | Jahr  |
| --------------------------------------------------------------------- | ---- | ---- | ---- | ---- | ---- | ---- | ---- | ---- | ---- | ---- | ---- | ---- | ----- |
| Mittlere minimale Temperaturen °C                                     | 0.1  | 0,7  | 2,5  | 4,7  | 8,2  | 11,4 | 13,3 | 13,1 | 10,7 | 7,5  | 3,2  | 0,8  | 6,4   |
| Mittlere Temperaturen °C                                              | 2,9  | 4,2  | 6,7  | 9,7  | 13,4 | 16,7 | 19,1 | 18,7 | 16   | 11,9 | 6,4  | 3,5  | 10,8  |
| Mittlere maximale Temperaturen °C                                     | 5,6  | 7,7  | 10,9 | 14,7 | 18,6 | 22,1 | 24,9 | 24,3 | 21,4 | 16,3 | 9,7  | 6,2  | 15,2  |
| Mittlere monatliche Niederschläge (mm)                                | 54,2 | 50,1 | 49   | 43,4 | 74,9 | 62,5 | 47,2 | 54,9 | 52,1 | 58,1 | 52,8 | 57,3 | 656,6 |
| Quelle: Archives climatologiques mensuelles – für Auxerre (1961–1990) |      |      |      |      |      |      |      |      |      |      |      |      |       |

Im langjährigen Mittel ist an 20 Tagen pro Jahr mit Schneefall zu rechnen. Die tiefsten Tagestemperaturen treten im Februar und frühen März auf. Die absoluten Minima können bei −15 bis −20 °C liegen. Als für den Weinbau problematisch erweisen sich jedoch die späten Frühjahrsfröste, die auch noch im Monat Mai auftreten können.
Nach einer von Joseph Sanson veröffentlichten Studie kommt der Wind überwiegend aus südlicher bis südwestlicher Richtung und bringt feuchte Meeresluft. Die ebenfalls häufig auftretenden Winde aus nördlicher und nordöstlicher Richtung bringen kalte und trockene Luft.

### Frostgefahr
Ein Hauptaugenmerk der Winzer im Chablis gilt der Vermeidung von Frostschäden im späten Frühjahr. Das Weinbaugebiet liegt nahe der nördlichen Grenze der Zone, in der gewerblicher Weinbau zuverlässig möglich ist. Ab einer mittleren Bodentemperatur von 13 °C und einer mittleren Lufttemperatur von 7,5 °C treibt der Rebstock im Frühjahr aus. Dieses Temperaturniveau wird im Chablis spätestens Ende März oder Anfang April erreicht. Andererseits besteht bis Anfang Mai die Gefahr von späten Nachtfrösten, die die frischen Triebe der Rebe schädigen können. Bis in die späten 1950er Jahre mussten die Winzer mit dieser steten Gefahr leben und büßten regelmäßig bis zu 50 Prozent einer normalen Erntemenge ein. Das Jahr 1957 stellte den absoluten Tiefpunkt für den modernen Weinbau in Chablis dar. Die Gesamternte lag bei 1092 Hektoliter. Besonders heftig wurden die Grand Cru Lagen getroffen. 1957 wurden lediglich 132 Flaschen Chablis Grand Cru abgefüllt. Am besten kamen die Chablis Premier Cru Lagen davon. In diesen Lagen konnte immerhin noch 15 Prozent eines normalen Erntejahres eingebracht werden. Nach den bereits schwierigen Jahren 1945, 1951 und 1953 entschlossen sich die Winzer zum Einsatz eines kostspieligen Heizsystems in den Weinbergen. In jeder dritten Rebzeile werden im Abstand von 2,5 m kleine mit Heizöl betrieben Heiz- oder Rauchöfen aufgestellt. Auf diese Weise wird 1 Hektar Rebfläche von 200 bis 250 Öfen geschützt. Pro Hektar liegt der Ölverbrauch bei 140 Liter/Stunde.
In der Anfangsphase nach Einführung dieser Maßnahme mussten die Winzer nachts beim Erreichen der kritischen Frosttemperatur die Öfen im Weinberg in Betrieb nehmen. Heute führt eine Ölleitung zu den einzelnen Öfen, die über einen Temperaturfühler im Weinberg geschaltet werden.
Erst Ende der 1970er Jahre wurden Beregnungsanlagen zur Bekämpfung des Frosts in der Nähe der Rebtriebe installiert. Bei Erreichen der Frostgrenze wird die Anlage eingeschaltet. Um die jungen Triebe legt sich eine Eisschicht. Durch das kontinuierliche Besprühen wird ein steter Übergang von neuem Wasser von der flüssigen in die feste Phase sichergestellt. Der Übergang zwischen den beiden Aggregatzuständen Wasser und Eis läuft bei einer Temperatur nahe dem Gefrierpunkt ab. Hierbei wird beim Phasenübergang von flüssig zu fest Energie freigesetzt, die Kristallisationsenthalpie, die dem Schutz des Triebes zugutekommt. Zudem vertragen Jungtriebe kurzfristig Temperaturen bis zu −5 °C. Die Beregnungsanlagen werden im Frühjahr an Frosttagen bis zu 5–6 Stunden betrieben. Trotz der Schwierigkeit, die Sprühdüsen offen zu halten, sowie der teueren Installationskosten konnte sich das System insbesondere in einigen Chablis-Premier-Cru-Lagen sowie in allen Grand-Cru-Lagen durchsetzen. Die Reben der Grand-Cru-Lagen werden vom Wasser des Flusses Serein benetzt. Die Beregnungsanlagen der Premier-Cru-Lagen wie etwa des bekannten Fourchaume werden aus eigens dafür angelegten Weihern wie zum Beispiel bei Beine gespeist.
Die Électricité de France SA (EDF), die staatlich dominierte französische Elektrizitätsgesellschaft, arbeitet mit den renommierten Weingütern William Fèvre sowie Long-Depaquit an einem alternativen System. Auf der Höhe der neuen Triebe (die Lage der neuen Triebe wird durch die Reberziehung und den winterlichen Rebschnitt bestimmt) wird entlang der Rebzeile ein Heizdraht gespannt. Bei Frostgefahr wird der Heizdraht unter elektrische Spannung gelegt. In einem Radius von 5–6 Zentimetern um den Draht kann die Luft nahezu frostfrei gehalten werden. Das System stößt an seine Grenzen, wenn der Frühjahrsfrost ausgesprochen spät auftritt und die Jungtriebe schon recht lang sind. Vorteilhaft sei gemäß EDF die niedrigen Betriebskosten sowie der minimale Wartungsaufwand. Die Installationskosten sind hingegen hoch.
Seit 1995 werden einige Rebzeilen während der kritischen Frostperiode mit einer gelöcherten Plastikfolie geschützt. Unter dem Folientunnel entsteht das Klima eines unbeheizten Gewächshauses. Durch die Löcher in der Folie kann überschüssige Feuchtigkeit austreten. Offensichtlich wird dieses System von der INAO geduldet. In anderen Weinbaugebieten Frankreichs wurde der Einsatz von Plastikfolie zum Schutz vor exzessivem Septemberregen von der INAO untersagt. Eine solche Maßnahme sei wider die Natur und verfälsche das Alleinstellungsmerkmal eines jeden Terroir.

### Geographie
Die Rebflächen befinden sich im Arrondissement Auxerre, einem Teil des Département Yonne. Das Anbaugebiet Chablis wurde maßgeblich vom Fluss Serein geformt. Durch Verwerfung und Erosion wurden bei Chablis Böden verschiedener Erdzeitalter aufgeschlossen.
Der Kalkstein von Tonnerre gehört erdgeschichtlich zum unteren Kimmeridgium und zählt zur Familie der gering verfestigten Kreide. Diesen Kalkstein findet man lediglich im Süden des Anbaugebiets Chablis. Den Namen hat dieses Erdzeitalter von der Ortschaft Kimmeridge an der Jurassic Coast. Die Jurassic Coast ist ein Abschnitt entlang der südenglischen Ärmelkanal-Küste. Sie beginnt südlich von Poole in der Grafschaft Dorset und erstreckt sich auf einer Länge von etwa 150 km bis nach Exmouth in der Grafschaft Devon.
Auf dem Kreideboden von Tonnerre bildete sich durch Ablagerung von Schalen von Muscheln die nächste Schicht des Kimmeridgium. Im Chablis ist diese Schicht zwischen 20 und 30 m stark. Das Gestein ist hart genug, um im Gelände Steilabbrüche zu bilden, spielt aber weinbautechnisch kaum eine Rolle.
Der Kalkstein und der Mergel des mittleren Kimmeridgium bildet hier eine 80 m dicke Schicht. Der Kalkstein, der reich an fossilen Überresten der Muschelart Exogyra virgula ist, und der graue Mergel wechseln sich in der Schichtfolge regelmäßig ab. Durch Erosionswirkung sind die Hanglagen im Bereich dieser Böden meist sanft, können aber zeitweilig steil sein. Auf diesen Böden wachsen die besten Weine von Chablis. Die Bedeutung des Unterbodens auf die Qualität des Weins scheint berechtigt, da die Weine von Sancerre an der Loire trotz einer anderen Rebsorte häufig mit ähnlichen Qualitätsattributen belegt werden. Gemeinsamer Nenner ist hier der Boden.
Der Kalkstein von Barrois liegt auf dem Kimmeridgium und gehört zum Erdzeitalter des Tithonium. Bis 1990 war noch die Bezeichnung Portlandium gebräuchlich. Dieser Kalkstein befindet sich meist auf einer Höhe von 130 bis 230 m. Da auch diese Stufe regelmäßig von Mergelschichten durchzogen wird, ist auch dort Weinbau möglich. Ein Großteil des Petit Chablis wächst auf den Böden des Tithonium.
Sowohl Kimmeridgium und Tithonium sind Stufen des Jura.
Bei Chablis liegen auf dem Tithonium noch die Stufen des Hauterivium und die sandigen Mergelböden des Barremium. Beide Stufen spielen für den Weinbau keine Rolle.
Durch die Erosionsarbeit des Serein sowie durch Gletscherarbeit während der letzten Eiszeit entstanden bei Chablis innerhalb des idealen Bodentyps südlich ausgerichtete Hanglagen. Parallel zum Serein verrichtete der Armançon eine ähnliche Arbeit und schuf die Voraussetzungen für die Weinberge des Tonnerrois bei Épineuil. Südlich von Auxerre formte die Yonne das Weinbaugebiet bei Irancy.

## Rebsorten und Appellationen
Neben den Herkunftsbezeichnungen, die direkt mit dem Namen Chablis verbunden sind, steht es den Winzern frei, ihre Weine auch unter den regionalen Appellationen des Burgund zu vermarkten. Neben dem Schaumwein Crémant de Bourgogne können auch Rot- und Weißweine der Bezeichnungen Bourgogne, Bourgogne Aligoté, Bourgogne Passetoutgrains und Bourgogne Grand Ordinaire hergestellt werden. Dieses Angebot wird aber von den Winzern kaum wahrgenommen, da der Name Chablis prestigeträchtig ist und einen höheren Marktpreis erwarten lässt.

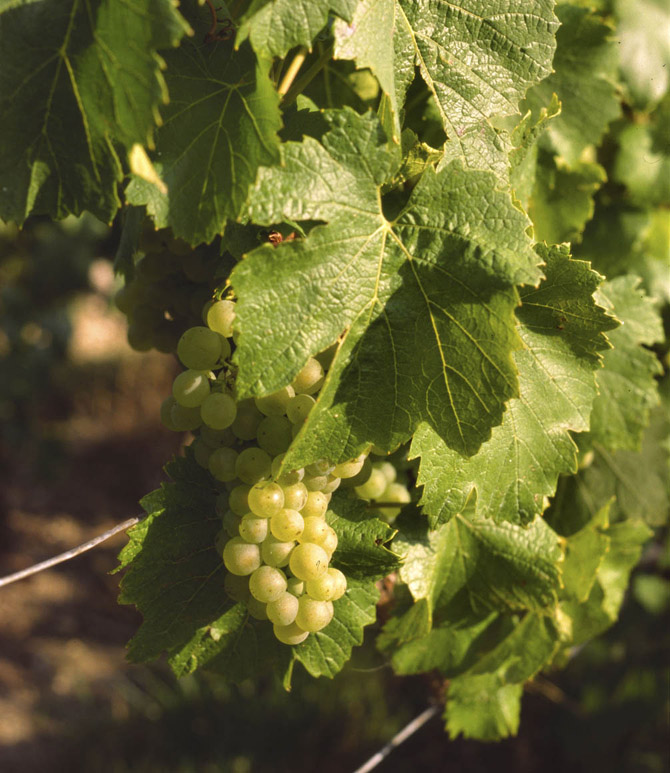
Chardonnay-Traube bei Avize in der nahegelegenen Champagne

Neben den regionalen Herkunftsbezeichnungen hat das Institut INAO 4 AOC-Gebiete definiert, die ausschließlich innerhalb des Weinbaugebiets Chablis gelten und praktisch als Zwiebelschalenmodell um die Gemeinde Chablis aufgebaut sind:
- Die Herkunftsbezeichnung Petit Chablis: Weine, die meist auf den Anhöhen um Chablis auf Böden des Portlandium entstehen. Die Ertragsgrenze liegt bei 50 hl/ha.
- Die Herkunftsbezeichnung Chablis: die Reben dieser Appellation wachsen in Hanglage aber die Ausrichtung zur Sonne gen Norden oder Osten ist im kühlen Weinbauklima der Region nicht optimal. Die Reben profitieren jedoch vom Einfluss der Böden des Kimmeridgium. Die Ertragsgrenze liegt auch hier bei 50 hl/ha.
- Die Herkunftsbezeichnung Chablis Premier Cru: insgesamt 79 kleine Gemarkungen in Hanglagen, die südlich oder westlich ausgerichtet sind. Neben dem besseren Mikroklima bieten diese Gemarkungen den Reben einen guten Untergrund. Die Ertragsgrenze liegt gleich hoch wie beim einfacheren Chablis.
- Die Herkunftsbezeichnung Chablis Grand Cru: neben einem optimalen Mikroklima durch eine südlich ausgerichtete Hanglage sowie dem am besten aufgeschlossenen Unterboden des Kimmeridgium profitiert der Wein durch eine Ertragsobergrenze von maximal 45 hl/ha.

Für den Ausbau der vier letztgenannten Herkunftsbezeichnungen ist ausschließlich die Rebsorte Chardonnay zugelassen.
Im Rahmen der regionalen Appellationen dürfen die Winzer auch die Rebsorten Aligoté, César, Gamay, Melon de Bourgogne, Pinot Noir, Pinot Blanc, Pinot Gris, Sauvignon Blanc, Sacy und Tressot anbauen.

### Chablis Premier Cru
Von den insgesamt 40 Premiers Crus Lagen wurden 17 als wichtig eingestuft. Nachbarlagen wurden diesen wichtigen Einzellagen zugeordnet. Es steht dem Winzer frei, ob er den bekannteren übergeordneten Lagennamen oder aber den spezifischeren untergeordneten Namen auf dem Etikett erwähnt.
Auf der orographisch rechten Seite des Serein liegen die Lagen Berdiot, Côte de Vaubarousse, Fourchaume (mit den dieser Lage zugeordneten Premiers Crus Lagen L’Homme Mort, Vaupulent, Côte de Fontenay, Vaurolent), Les Fourneaux (Morein, Côte des Prés Girots), Mont de Milieu, Montée de Tonnerre (Chapelot, Pied d’Aloup, Côte de Bréchain) und Vaucoupin. Auf der linken Seite des Flusses findet man die Lagen Beauregards (Côte de Cuissy), Beauroy (Troesmes, Côte de Savant), Chaume de Talvat, Côte de Jouan, Côte de Léchet, Montmains (Forêt, Butteaux), Vaillons (Châtains, Sécher, Beugnons, Les Lys, Mélinots, Roncières, Les Epinottes), Vau de Vay (Vaux Ragons), Vau Ligneau und Vosgros (Vaugiraut).
Einen anerkannt guten Ruf haben die Lagen Montée de Tonnerre, Fourchaume, Forêt und Vaillons.

### Chablis Grand Cru

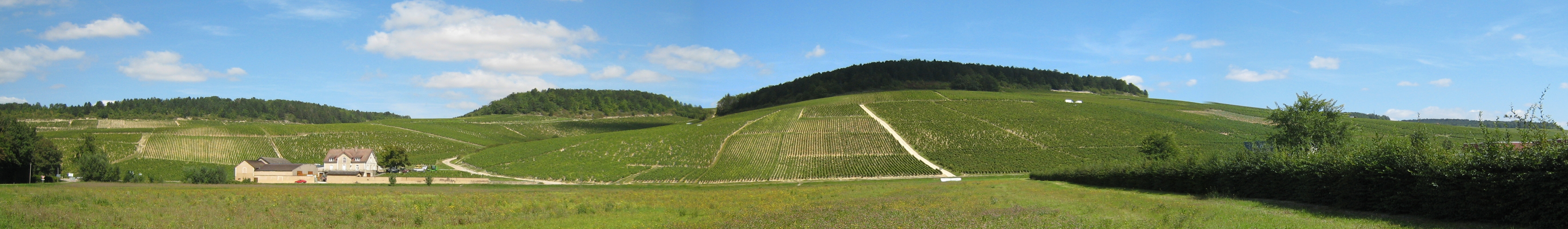
Die Grand Cru Weinlagen von Chablis. Von links nach rechts – Les Preuses, Vaudésir, Les Grenouilles (in der Nähe des Hauses, der Moulin des Croix), Valmur, Les Clos, Blanchot sowie jenseits des Tals Vallée de Brechain, die Premier Cru Lage Montée de Tonnerre.

Von den insgesamt 4870 Hektar bestockter Rebfläche des Weinbaugebiets Chablis entfallen lediglich 100 Hektar auf die prestigeträchtigen Grand-Cru-Lagen, die sich in Hanglage am orographisch rechten Ufer des Serein befinden. Von Chablis aus gesehen lauten die Namen der Einzellagen von links nach rechts gesehen Bougros, Les Preuses, Vaudésir, Les Grenouilles, Valmur, Les Clos und Blanchot.
- Les Clos ist mit 26,0475 Hektar die größte der Einzellagen und gilt allgemein als die beste. Die Weine werden als kraftvoll, intensiv, duftig und langlebig beschrieben.
- Valmur (13,1959 Hektar) sind ebenfalls kraftvoll, haben aber eine stahligere Säure als Les Clos. Sie sind daher in der Jugend streng und verschlossen und profitieren von einer längeren Flaschenreife.
- Vaudésir (14,7136 Hektar) sind etwas weniger mineralisch als die vorgenannte Lage Valmur und damit in den beiden ersten Jahren nach der Flaschenabfüllung leichter zugänglich. Die Weine von Vaudésir werden daher von Liebhabern duftiger Gewächse bevorzugt.
- Les Preuses (11,4426 Hektar): der südlich ausgerichtete Weinberg bringt reife und volle Weine hervor, denen jedoch insbesondere in guten Jahren die typische stahlige Säure eines Chablis fehlt.
- Les Grenouilles (9,3775 Hektar) ist die kleinste der Grand-Cru-Einzellagen im Chablis und wird mehrheitlich von der Winzergenossenschaft La Chablisienne bewirtschaftet. Den kräftigen Weinen fehlt es häufig an Eleganz.
- Blanchot (12,7153 Hektar). Durch die südöstliche Ausrichtung der Hanglage fehlt den Rebstöcken die Sonne des Nachmittags. Die leichten Weine sind fruchtig und blumig. Sie benötigen nur wenig Flaschenreife zur Entwicklung ihrer vollen Qualität.
- Bougros (12,6277 Hektar) schließt die Grand-Cru-Lagen im Nordwesten ab. Aufgrund der suboptimalen Ausrichtung zur Sonneneinstrahlung sind die Weine weniger mineralisch und weniger fein als die anderer Grand-Cru-Lagen.

## Weinbaupraxis im Chablisien
Wie in ganz Europa erfuhr die Weinbaupraxis zu Ende des 20. Jahrhunderts große Verbesserungen. Das bessere Verständnis der malolaktischen Gärung gibt dem Winzer die Möglichkeit, den biologischen Säureabbau gezielt einzusetzen oder aber mit Sicherheit zu vermeiden. Der Einsatz der Temperaturregelung beim Gärprozess hilft beim Ausbau fruchtbetonter Weißweine. Seit Anfang der 1980er Jahre wird der Obstvollernter in Chablis eingesetzt.

### Handernte oder maschinelle Ernte

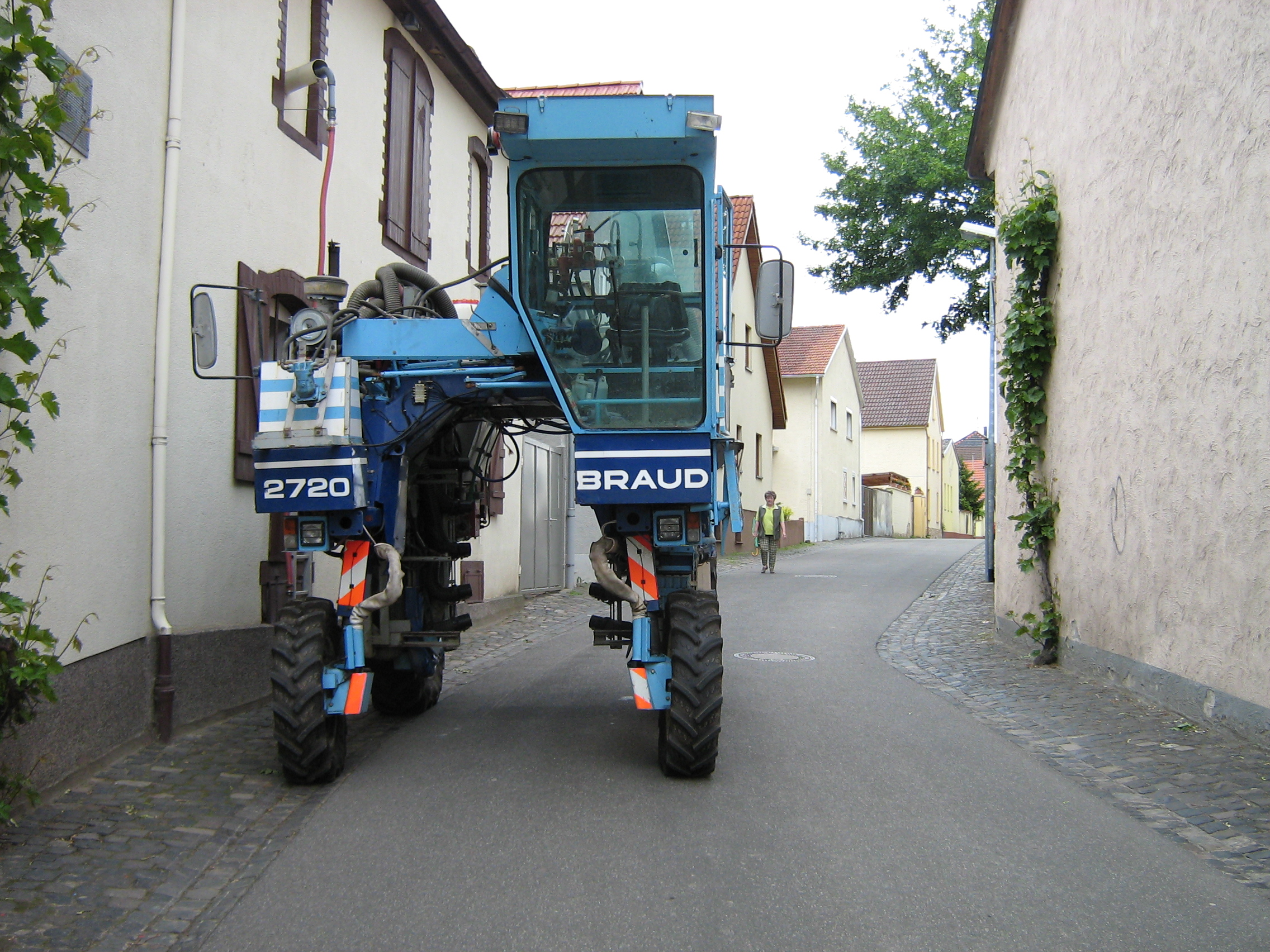
Traubenvollernter im Jahr 2006

In der nur sanft hügeligen Landschaft um Chablis setzte sich der Einsatz des Vollernters schnell durch. Trotz der Schwächen der Technologie überwogen die Vorteile für den Winzer. Der Arbeitszeitbedarf für die Traubenlese konnte durch die maschinelle Ernte von 200–250 Stunden/ha auf 3–6 Stunden/ha gesenkt werden. Neben der Kostenersparnis kann die Ernte in einem deutlich kürzeren Zeitrahmen eingeholt werden. Insbesondere vor einer angekündigten Schlechtwetterperiode kann eine schnell eingeleitete Ernte qualitätsentscheidend sein. Andererseits muss auf der Seite der Kellertechnik eine entsprechend große Verarbeitungskapazität vorhanden sein, um das Lesegut zeitnah zu verarbeiten. Besonders an warmen Tagen kommt es bei längerer Standzeit durch vorzeitiges Aufplatzen der Beeren im Erntebehälter zu einer unkontrollierten Maischegärung. Mangelnde Hygiene sowie der offene Sauerstoffkontakt führt zu mikrobiologischen Fehlentwicklungen und somit zu Weinfehlern.
Während für die Herkunftsbezeichnungen Petit Chablis und Chablis die Nutzung der maschinellen Ernte gängige Praxis ist, bleibt der Einsatz dieser Technik im Bereich der Premier-Cru- und Grand-Cru-Lagen umstritten. Der Vollernter löst durch kräftiges Schütteln die reifen Beeren vom Stielgerüst. Die Kritiker behaupten, dass durch das Lösen vom Stiel eine kleine Verletzung der Beere entsteht und es somit zu einer vorzeitigen Oxidation des Leseguts komme. Zudem werden auch überreife sowie faule Beeren geerntet. Bei der manuellen Lese werden solche Beeren aussortiert und im Weinberg belassen. Insbesondere im schlechten Jahrgang 2001 bedurfte es vieler Kellertechnik, um diesen Nachteil zu korrigieren.
Da die Hanglagen der Grand-Cru-Lagen bis zum Beginn des 21. Jahrhunderts zu steil für eine maschinelle Ernte waren, gab es dort keine Alternative zur Handlese. Mittlerweile sind jedoch Vollernter auf dem Markt, die in bis zu 60 Prozent steilem Gelände eingesetzt werden können. Die 15 Mitglieder der Union des Grands Crus de Chablis legten daher eine Handernte in der Charta der Vereinigung fest.

### Eichenfass
Die Rebsorte Chardonnay liefert Weine, die gut im Eichenfass ausgebaut werden können. Im Gegensatz zu anderen Weißweinen im Burgund kommt ein Chablis jedoch nicht immer mit Eiche in Berührung. Eine Vergärung und ein Ausbau im Edelstahltank liefert einen reintönigen Chablis mit kräftiger Säure und einer typischen Mineralität, die häufig mit einem Feuersteingeschmack umschrieben wird. Verantwortlich für diese Geschmacksnote wird seit dem Jahr 2001 das Thiol Benzylmercaptan gemacht, das unter noch unbekannten Bedingungen aus Benzaldehyd entstehen kann. Wichtige Vertreter dieser Machart sind die Weingüter Domaine Louis Michel et Fils (auch Domaine de la Tour Vaubourg genannt), die zum Handelshaus Albert Bichot gehörende Domaine Long-Depaquit, die der Familie Durup gehörenden Güter Château de Maligny, Domaine de l’Églantière und Domaine Jean Durup Père et Fils sowie die Häuser Domaine Jean-Marc Brocard und Domaine des Malandes. Aber auch das Handelshaus Maison Regnard verfolgt diesen Ansatz. Der überwiegende Teil der Weine der Herkunftsbezeichnungen Petit Chablis und Chablis gehören zu diesem Weintypus.
Eine andere Gruppe von Erzeugern vergären ihre Weine im temperaturgeregelten Edelstahltank und füllen die Weine danach in überwiegend alte Eichenfässer. Damit vermeiden sie den ausgeprägten Vanillegeschmack neuer Eiche. Jean-Marc Raveneau und Vincent Dauvissat verfolgen diese Strategie. Sie glauben, dass der sanfte Kontakt mit dem Sauerstoff, der über die Fasswandung in den Wein gelangt, dem Chablis mehr Komplexität verleiht.
Bis zu seiner Pensionierung im Jahr 1998 ersetzte William Fèvre jedes Jahr ein Drittel seiner kleinen Eichenfässer durch neue Barrique. Sowohl Gärung als auch der Ausbau erfolgte im Kontakt mit Eichenholz. Seitdem die Familie von Joseph Henriot (der Familie gehört neben dem Champagner-Henriot auch das burgundische Handelshaus Bouchard Père et Fils) das Weingut von Fèvre für 25 Jahre übernahm, wurde der Einsatz von neuem Holz stark eingeschränkt und liegt aktuell bei zirka 2 Prozent.

## Geschichte
Die Besiedlung der Gemeinde Chablis kann bislang auf das 2. Jahrhundert v. Chr. zurückdatiert werden. Am Südende des heutigen Gemeindegebietes konnte Reste einer gallischen Siedlung gefunden werden.

Caesars Feldzüge während der Eroberung Galliens. Zur Versorgung der römischen Legionen mit Wein folgte der Weinbau.

In der Folge der Unterwerfung Galliens während des gallischen Kriegs durch Gaius Iulius Caesar gelangte der Weinbau mit den römischen Legionen über das Rhonetal in das Burgund und sogar bis an die Mosel und an den Rhein.
Trotz der kurzen Regierungszeit des römischen Kaisers Probus (232–282) gehört er in einigen Regionen heute zu den auch Laien bekannten römischen Kaisern. Dies rührt von einer Nachricht in der Probus-Biographie der Historia Augusta her, wo es in Kapitel 18,8 heißt:
„Gallis omnibus et Hispanis ac Brittannis hinc permisit, ut vites haberent vinumque conficerent.“
„Er erlaubte allen Galliern, Spaniern und Briten, Reben zu besitzen und Wein herzustellen.“
Deshalb gilt Probus in zahlreichen Weinbaugebieten nördlich der Alpen (zum Beispiel in Österreich und an der Mosel) als derjenige, der dort den Weinbau eingeführt hat. Sicher ist, dass die Weinproduktion in diesen Regionen nach der Mitte des 3. Jahrhunderts nachweislich bedeutsam war.
853 wurde die Basilika Saint-Martin de Tours von den Normannen unter ihrem Anführer Hasting niedergebrannt, ebenso wie die anderen Kirchen der Stadt Tours – die Reliquien des Heiligen Martin waren zuvor in die Abtei Saint-Paul de Cormery gebracht worden. Im Jahr 854 flohen die Mönche von Kloster Marmoutier aus mit den Reliquien vor den Übergriffen der Wikinger und fanden Unterschlupf in der Abtei Saint-Germain d’Auxerre in Auxerre. 13 Jahre später vermachte Karl der Kahle den Mönchen aus Tours den Weiler Chablis sowie das dazugehörende Kloster Saint-Loup. Die Mönche bauten den bescheidenen Weinbau aus und legten einige der noch heute bekannten, am Flüsschen Serein gelegenen Weinberge in Hanglagen an. Im Jahr 877 brachten die Mönche auch die Reliquien in das dem Lupus von Sens geweihte Kloster Saint-Loup.

### Der Einfluss von Adel und Kirche

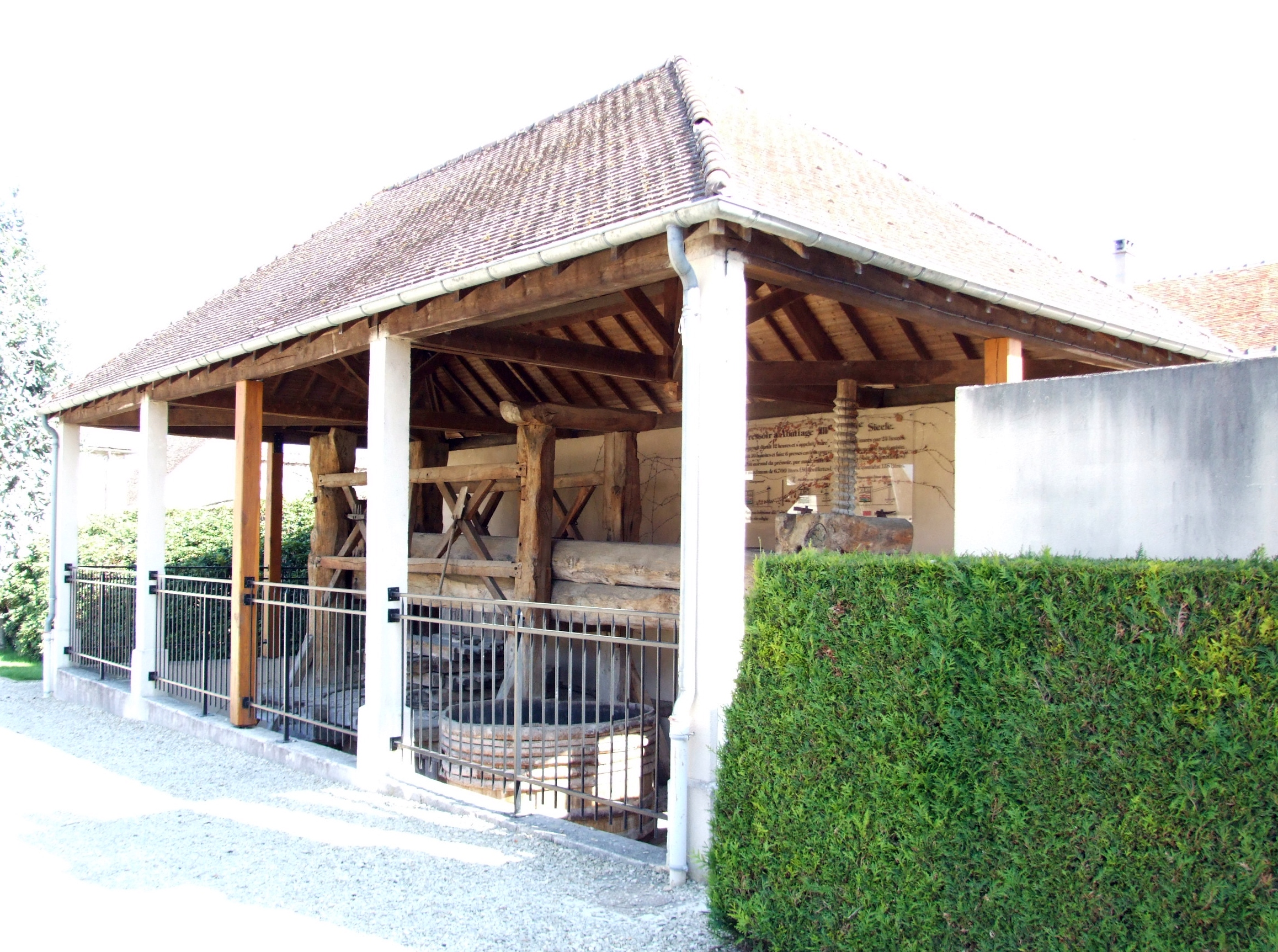
Die Kelter des Petit Pontigny, einer von den Mönchen von Pontigny angelegte Einrichtung

Im Jahr 1114 wurde im 15 km von Chablis entfernten Pontigny die Zisterzienserabtei Pontigny gegründet. Nur 4 Jahre später erhielten die Mönche von Pontigny das Recht, 36 arpents carré (zirka 22 Hektar) Rebfläche in Chablis zu bewirtschaften. Zwecks Ausbau und Lagerung des Weins bauten sie in Chablis das Petit Pontigny, dessen Weinkeller heute noch existiert und das Bureau Interprofessionnel des Vins de Bourgogne von Chablis beherbergt.
Bereits aus dem Jahr 1230 ist die Praxis des Ban des vendanges bekannt. Im Burgund wurde dieser Weinbergsbann schon seit spätestens 1187 angewendet. Im 12. und 13. Jahrhundert blühte die Gemeinde Chablis auf. Mit den Neubauten der Collégiale Saint Martin, der Kirche Saint Pierre, dem Hôtel Dieu und der Prieuré Saint Cosme entstanden wichtige Gebäude, die auf die Präsenz der Mönche und den Einkünften durch den Weinbau zurückzuführen sind.

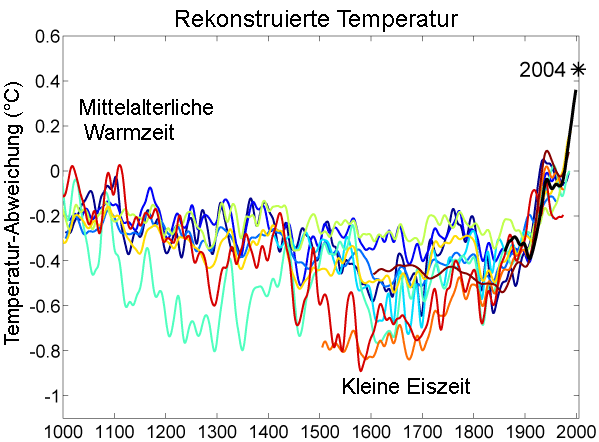
Rekonstruierter Temperaturverlauf der letzten 1.000 Jahre nach verschiedenen Quellen

Vom 9. bis in das 14. Jahrhundert herrschte ein vergleichsweise mildes Klima. Diese Periode wird auch Mittelalterliche Warmzeit oder Mittelalterliches Klimaoptimum genannt. Regional und zeitlich versetzt lag die Jahresdurchschnittstemperatur in dieser Zeit um wenige Zehntel- und bis zu 1,0 Grad Celsius höher als gewöhnlich. Durch das warme Klima begünstigt, wuchs die Bevölkerung generell stark an. In ganz Europa blühte der Weinbau. Bedeutende Rebflächen entstanden in der Nähe der Städte, um den lokalen Markt beliefern zu können. Nicht zuletzt aufgrund der Tatsache, dass der Wein wegen seines Alkoholgehaltes oft keimärmer und sauberer als Wasser war, stieg seine Beliebtheit noch weiter.
In einer Erhebung aus dem Jahr 1328 wurde in Chablis eine Rebfläche von 500 Hektar notiert, die sich auf 450 Weinbauern verteilte. Der Wein wurde bereits damals weit über die Grenzen der umliegenden Region verkauft. Die Ware gelangte über den Landweg in das nahegelegene Auxerre. Von dort wurde der Wein über die Flüsse Yonne und Seine bis nach Paris verschifft. Später wurden Teillieferungen bis nach Rouen gebracht und von dort nach England exportiert. Aus einem Register der Compagnies Françaises aus dem Jahr 1455 geht hervor, das die in Compiègne ansässige Gesellschaft die Region Picardie sowie Flandern mit Chablis-Wein belieferte.
Der Bau der neuen Stadtmauer in den Jahren 1405 bis 1416 wurde unter anderem mittels einer Steuer mit dem Namen courte-pinte (kurze Pinte) finanziert. Das Raummaß für Getränke war im alten Frankreich die Pinte, die zirka 2 Schoppen entsprach. Nach der ersten Phase des Hundertjährigen Krieges erhob man in Burgund zur Finanzierung von Befestigungsanlagen eine Steuer auf den Konsum von Wein. Um den Preis je ausgeschenkter Einheit nicht zu erhöhen, wurde die courte-pinte, die kleinere (oder kurze) Pinte eingeführt, die zum gleichen Preis wie die ehemalige Pinte angeboten wurde.
Die Stadtmauer umfasste insgesamt 29 Wehrtürme und 3 Stadttore, konnte aber nicht die gesamte Gemeinde umschließen. Der Wohlstand der Gemeinde lockte andere Berufsgruppen an. Im Jahr 1478 gründete Pierre Lerouge die fünfte Druckerei Frankreichs (nach Paris im Jahr 1469, Metz 1471, Lyon 1473 und Angers im Jahr 1477). Im Jahr 1537 hatte Chablis bereits 4200 Einwohner.
Die Zeit der Hugenottenkriege lastete schwer auf Chablis. Nachdem François de Coligny-d’Andelot am 2. April 1562 Orléans überrumpelt hatte, warb er in Hessen ein Heer von 3300 Reitern und 4000 Landsknechten an, mit dem er 1562 an der Seite von Louis I. de Bourbon, prince de Condé in der Schlacht von Dreux kämpfte. Auf dem Weg nach Dreux blieb Chablis noch unbehelligt, aber der benachbarte Weiler Préhy nahm bereits großen Schaden.
Im Rahmen des 2. Hugenottenkrieges kam es zu einem Übergriff auf Kloster Pontigny. Die Mönche flohen nach Chablis in das ihnen gehörende Petit Pontigny, das jedoch nicht von der neuen Stadtmauer geschützt war. Die Calvinisten folgten den Mönchen und verwüsteten zunächst den nicht bewehrten Teil Chablis. Nach dreitägiger Belagerung wurde auch der geschützte Teil der Gemeinde am 25. Februar 1568 eingenommen. Lediglich die Auszahlung einer Summe von 4000 livres an Sarrazin, den Anführer der Belagerer konnte die völlige Zerstörung der Gemeinde verhindern. Nach Eintreffen der königlichen Truppen konnten die Calvinisten in das 10 km südlich gelegene Courgis verdrängt werden. Der am 2. März 1568 unterzeichnete Frieden von Longjumeau beendete die Auseinandersetzung in der Umgebung von Chablis.
Nach den Unruhen im 16. Jahrhundert erholte sich der Weinbau im gesamten Département Yonne sehr schnell. Aufgrund der Nähe zu Paris sowie des einfachen Transportweges über die Yonne und die Seine war der Absatz des Weins auf lange Zeit gesichert. Im gleichen Jahrhundert wurde der Chablis-Wein auch in England wahrgenommen und zunehmend populär. In der Folge wurde das Département Yonne zu Frankreichs bedeutendstem Weinlieferanten, obwohl die Qualität der Weine mit hoher Wahrscheinlichkeit zu wünschen übrig ließ. Im Jahr 1788 wurde eine Rebfläche von 32.168 Hektar erhoben. Nahezu 600 Hektar entfielen dabei allein auf das Gemeindegebiet von Chablis.
Bis zur Französischen Revolution kontrollierten der Adel und die Klöster den Weinmarkt. Ab 1791 wurden die im Rahmen der Revolution beschlagnahmten Güter (die sogenannten biens nationaux) verkauft oder versteigert und meist auf viele Besitzer aufgeteilt. Eine weitere Zersplitterung der landwirtschaftlichen Nutzflächen erfolgte durch das nach dem Code Napoléon festgelegte Erbrecht.

### Die Zeit des Niedergangs

Die Hauptstrecken der französischen Eisenbahn im Jahr 1856. Die auf Paris zentrierte Ausrichtung der Linien ist das Resultat eines Gesetzes.

Der Wechsel der Eigentumsverhältnisse beeinträchtigte den Weinbau im Département Yonne nicht. Als bis heute gültiges historisches Hoch gilt das Jahr 1874, als 43.503 Hektar Rebfläche deklariert wurden. Eigentümlicherweise konnte Chablis von dieser Hausse kaum profitieren. Seit 1851 kündigte sich jedoch aufkeimendes Unheil an. Mit dem Ausbau des französischen Schienennetzes (→ Geschichte der Eisenbahn in Frankreich) gelangten auch Weine südlicher Anbaugebiete mühelos nach Paris. Innerhalb von nur zwanzig Jahren wurde die Weinproduktion im Languedoc vervierfacht.
Im Jahr 1854 befiel der Echte Mehltau die Weinberge um Auxerre und Chablis und dezimierte kurzfristig die Erträge. Insbesondere die heute kaum noch bekannte Rebsorte Tressot war Opfer des Mehltaus. Als der Süden Frankreichs im Jahr 1868 von der Reblauskatastrophe getroffen wurde, kompensierten die Winzer des Département Yonne die ausbleibenden Lieferungen aus dem Languedoc.
Die Popularität des Chablis erstreckte sich weit über die Grenzen Frankreichs und fand auch Eingang in die Weltliteratur. Im während der Jahre 1873 bis 1877 entstandenen Roman Anna Karenina von Leo Tolstoi fällt die Weinwahl des Protagonisten im Restaurant auf einen Champagner und einen Chablis.
Nur 14 Jahre nach dem Languedoc verbreitete sich die Reblaus auch im Département Yonne. Zwischen 1886 und 1904 fiel die Rebfläche von fast 34.000 auf knapp 12.200 Hektar. Als im Jahr 1910 der Falsche Mehltau erste Schäden anrichtete, lag die Ertragsfläche bei nur noch 3.800 Hektar.
Obgleich der Weinbau bei Chablis anfangs weniger unter der wachsenden Konkurrenz aus dem eigenen Land litt, sorgten die Pilzkrankheiten sowie die politischen Unruhen der beiden Weltkriege für schlechte Ernten sowie einen schlechten Absatz. Zudem erholte sich der Weinbau im Süden Frankreichs schneller als gedacht und sicherte sich zunehmend den wichtigen Markt von Paris.
In der Gemeinde Chablis wurden im Jahr 1958 nur noch 224 Hektar Rebfläche erhoben, also nur noch ein Drittel der Fläche die zu Ende des 19. Jahrhunderts Bestand hatte. Durch das Einführen von Maßnahmen gegen die Schäden des Frühjahrsfrost konnte der Weinbau für die Winzer wieder profitabel gestaltet werden. André Dominé vermutet, dass der plötzliche Popularitätsgewinn des Chablis auch der Medienwirksamkeit der Rettungsmaßnahmen eines fast verschwundenen Weinbaugebiets geschuldet sei.

### Die Situation seit 1970
Mitte des 19. Jahrhunderts stellte Jules Guyot noch fest, dass die Qualität der Weine von Chablis höher als ihr damaliger Ruf zu bewerten sei. Guyot war von Napoleon III. mit einer Bestandsaufnahme der französischen Weinbaugebiete beauftragt worden.
Bis 1970 funktionierte das Marktgleichgewicht Qualität – Ruf – Nachfrage gut. Der gute Ruf des Chablis-Weins beruhte auf einer hohen Qualität. Aufgrund des guten Rufs stieg die Nachfrage und sicherte den Winzern ein gutes Auskommen. Diese günstige Situation förderte Investitionen in Weinberg und Weinkeller und sicherte somit die Steigerung der Qualität des Produkts. Neben dem klassischen europäischen Markt kam eine steigende Nachfrage aus dem US-amerikanischen Raum.
Seit den frühen 1980er Jahren stieg die Nachfrage stark an, da der Chablis-Wein in Japan sehr populär wurde. Aufgrund der begrenzten Anbaufläche stiegen die Erträge je Hektar an und wirkten sich nachteilig auf die Qualität der Weine aus. Außerdem häuften sich Plagiate, insbesondere aus Kalifornien und Australien. Die Winzer nutzten den griffigen Namen zur Vermarktung trockener Weine. Unter den Namen Mountain Chablis, Chablis Nature, Gold Chablis und London Chablis wurden weiße Weine vermarktet. Aber auch Roséweine unter dem Namen Pink Chablis und Rotwein (Ruby Chablis) waren erhältlich. Der Markt der Plagiatweine wurde auf 2 Millionen Hektoliter (= 260 Millionen Flaschen) jährlich geschätzt.
Es häuften sich Berichte von Chablis-Weinen, die schon nach wenigen Monaten Flaschenlagerung qualitativ abbauten. Clive Coates nennt als mögliche Gründe:
- 95 Prozent der Lese wird mit dem Traubenvollernter eingebracht. Eine erste Auslese bei der Ernte findet in diesem Fall nicht mehr statt. Ausgenommen von der maschinellen Lese sind die Rebflächen der Grand Cru Lagen.
- Die Erträge in Chablis sind zu hoch.
- Seit Anfang der 1980er Jahre stieg die Ertragsfläche stark an. Der Anteil junger Rebstöcke ist vergleichsweise hoch und erlaubt somit nicht die Erzeugung gehaltvoller Weine.
- Um die Weine schnell auf den Markt zu bringen, werden sie zu häufig geklärt und gefiltert.
- Der Boden des Kimmeridgium ist nährstoffärmer als jener des Portlandiums. Jegliche Ertragssteigerung zeigt auf kargen Böden schnell qualitätsschmälernde Folgen.[13]